# Taharahaus (Aschbach)

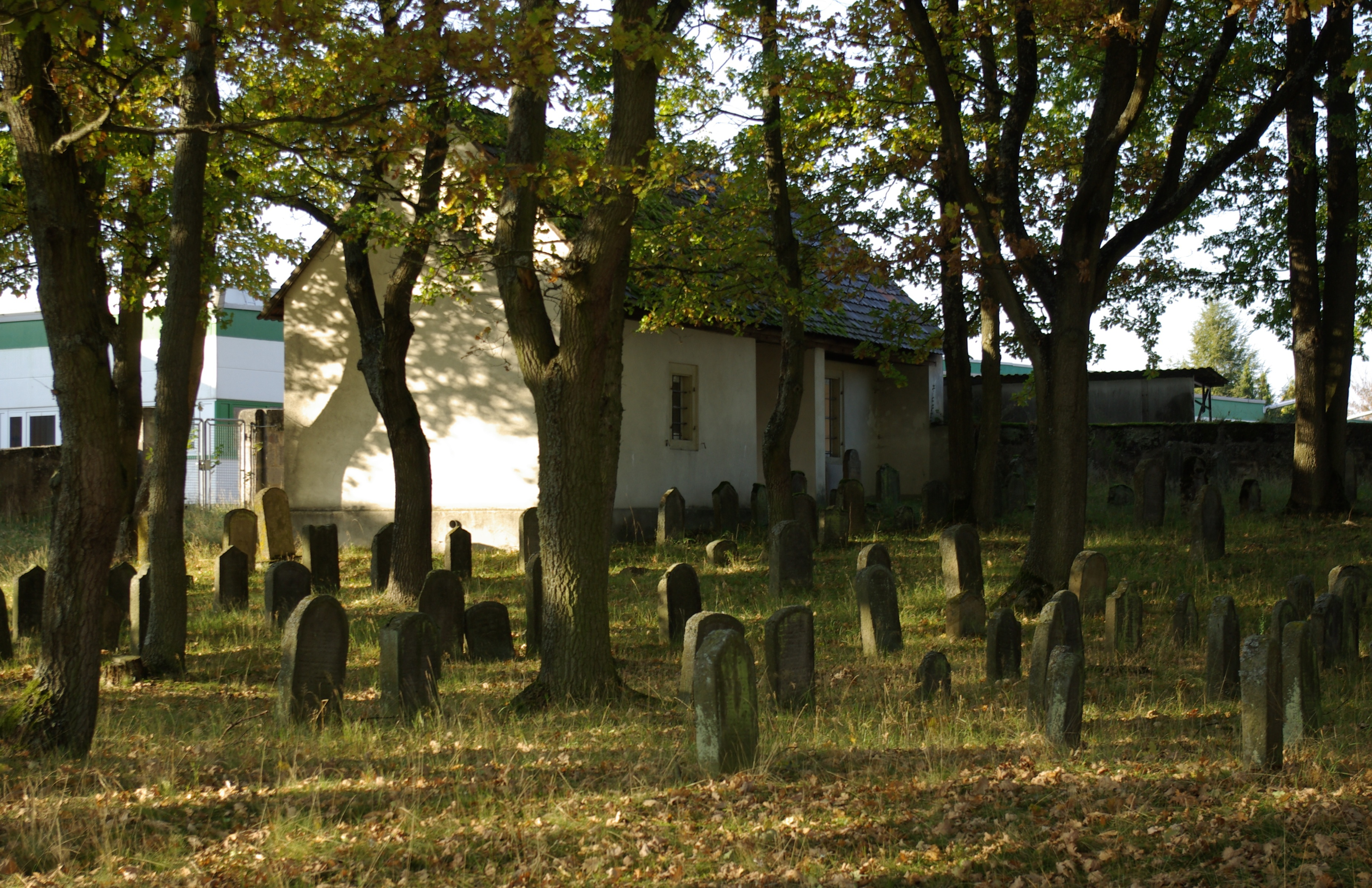
Jüdischer Friedhof und Taharahaus

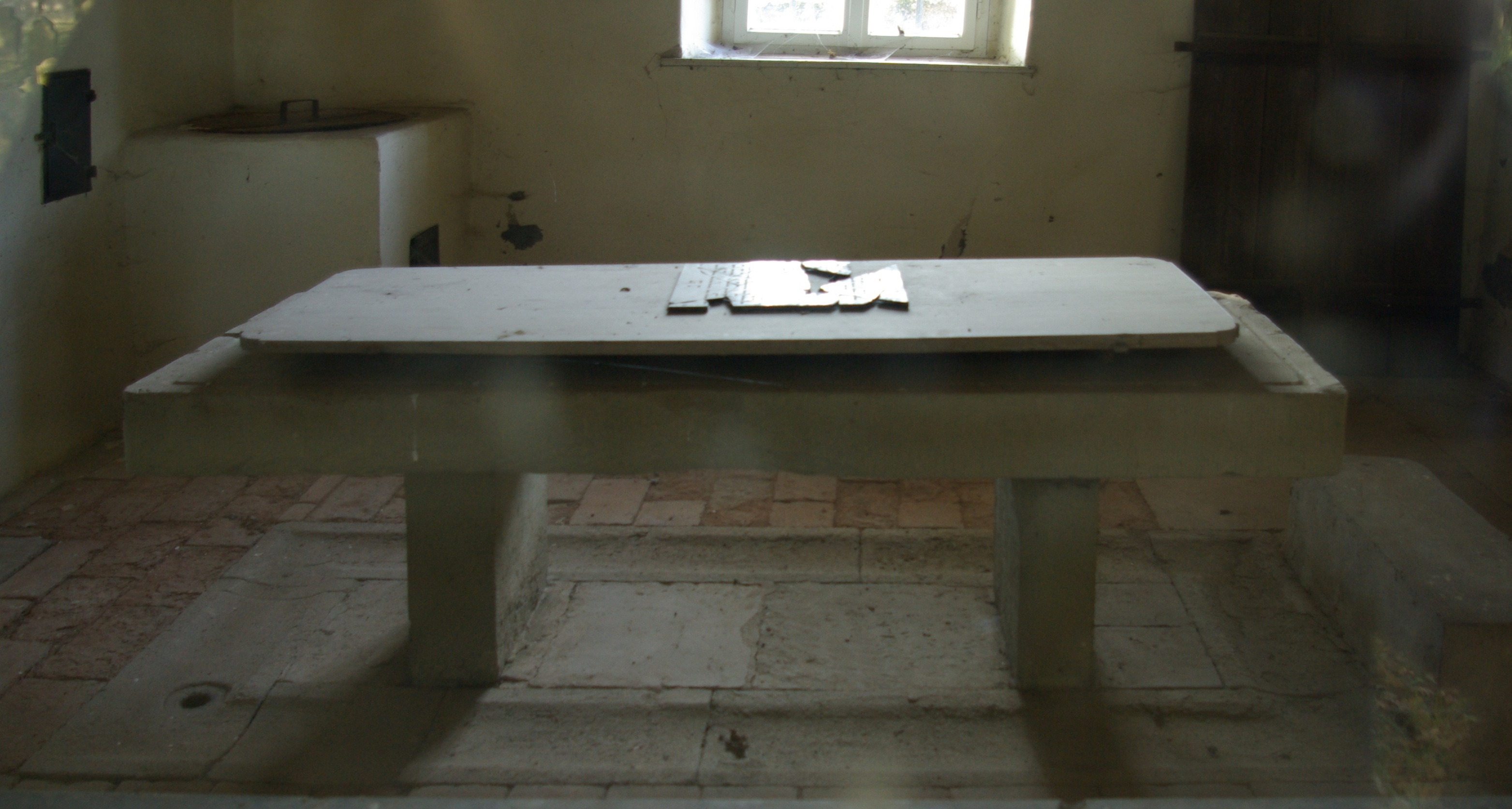
Steintisch im Taharahaus

Das Taharahaus auf dem  Jüdischen Friedhof in Aschbach, einem Stadtteil von Schlüsselfeld im oberfränkischen Landkreis Bamberg, wurde in den 1880er Jahren errichtet. Das Taharahaus ist ein geschütztes Baudenkmal.

## Beschreibung
Das Taharahaus befindet sich rechts vom Eingang, hinter einem Gedenkstein zur Erinnerung an die Shoah. Es besteht aus zwei Räumen und einem überdachten Durchgang. In einem der Räume ist der Steintisch erhalten, der zur Leichenwaschung diente.